# Roger Tom Abiut
Roger Tom Abiut (* 1972?) war von 2003 bis zum 27. Juli 2004 Parlamentspräsident und vom 24. März bis 12. April bis 29. Juli 2004 kommissarischer Präsident von Vanuatu.
Abuit ist ein Mitglied der Vanuatu Labor Party. Er wurde als Parlamentspräsident kommissarischer Präsident als die fünfjährige Amtszeit von John Bennett Bani endete. Als mit Alfred Maseng Nalo ein neuer Präsident gewählt wurde, endete seine erste kommissarische Präsidentschaftsamtszeit. Kurz darauf, am 11. Mai 2004, wurde Maseng abgesetzt und Abuit wieder Übergangspräsident. Abiut verlor kurze Zeit später sein Parlamentsmandat, damit seine Position als Parlamentspräsident und kommissarischer Präsident.